# میزونو نوبوموتو
میزونو نوبوموتو (به ژاپنی: 水野 信元 Mizuno Nobumoto) (تولد نامشخص -درگذشت ۱۵۷۶ ژانویه ۲۷) یک دایمیو در دوره سنگوکو بود. دومین پسر میزونو تاداماسا (۱۵۴۳ – ۱۴۹۳ پدربزرگ مادری توکوگاوا ایه‌یاسو)، و صاحب قلعه کاریا، برادر میزونو تاداشیگه بود. او دایی توکوگاوا ایه‌یاسو بود.
نوبوموتو در سال ۱۵۴۲ شروع به ابراز طرفداری از اودا نوبوهیده کرد؛ که به‌طور روشن عدم وفاداری او را به خاندان ایماگاوا نشان می‌داد، اما به زودی یک بار دیگر تغییر جهت داد، و به خدمت خاندان ماتسودایرا درآمد. او قلعه کاریا را برای دفاع اختصاص داده بود.
در سال ۱۵۴۲، نوبوموتو در کنار اودا نوبوهیده قرار گرفت، اما بعداً به توکوگاوا ایه‌یاسو خدمت کرد.
در سال ۱۵۴۳، او جانشین پدرش به عنوان ارباب «قلعه کاریا» شد.
در سال ۱۵۵۴، خاندان ایماگاوا به غرب آمدند و قلعه موراکی را در جنوب شرقی ولایت اٌواری ساختند و میزونو نوبوموتو را در قلعه اوگاوا محاصره کردند. میزونو نوبوموتو در مورد وضعیت به اودا نوبوناگا اطلاع داد. بعدها، نوبوناگا ارتش خود را به سمت شمال برد و در نبرد نبرد استحکامات موراکی به نیروهای ایماگاوا حمله کرد.
در سال ۱۵۷۶، تحت رهبری ایه‌یاسو، به دفاع از قلعه کاریا منصوب شد. اما در همان سال به توکوگاوا ایه‌یاسو خیانت کرد و کشته شد. در سال ۱۵۷۶ اودا نوبوناگا بخاطر فروش برنج به آکی‌یاما نوبوموتو (یک افسر رقیب از خاندان تاکدا)، از او خشمگین شد؛ بنابراین توکوگاوا ایه‌یاسو که متحد نوبوناگا بود، مجبور شد که هیراایوا چیکایوشی را برای کشتن او بفرستد. برادرش، میزونو تاداشیگه جانشین او شد و به توکوگاوا ایه‌یاسو در نبرد سکیگاهارا در سال ۱۶۰۰ کمک کرد، قبل از اینکه توسط کاگانوی شیگه‌موچی کشته شود، و به این ترتیب نسل خانوادگی آنها پایان یافت.